# عبد الرحمن الرافعي

عبد الرحمن الرافعي عند تخرُّجه في مدرسة الحقوق عام 1908م

عبد الرحمن بن عبد اللطيف الرافعي (8 فبراير 1889م - 3 ديسمبر 1966م) هو مؤرخ مصري،  عني بدراسة أدوار الحركة القومية في تاريخ مصر الحديث. من أشهر أعماله هو 15 مجلد يؤرخ فيها منذ أواخر القرن الثامن عشر وأوائل التاسع عشر حتى خمسينياته. تخرج الرافعي من مدرسة الحقوق الخديوية سنة 1908م.

## أسرته
ينتمي عبد الرحمن الرافعي إلى أسرة كريمة ترجع بأصولها إلى الخليفة العادل عمر بن الخطاب، وقد هاجر أجداده الأقربون من الشام إلى مصر في السنوات الأولى من حكم محمد علي، واشتغل معظم أفراد هذه الأسرة بالعلم والقضاء.
وسط هذا الجو ولد عبد الرحمن الرافعي في حي الخليفة بالقاهرة ونشأ في كنف والده الشيخ عبد اللطيف بن مصطفى بن عبد القادر الرافعي الذي كان يعمل في سلك الفتيا والقضاء بعد تخرجه في الأزهر. عبد الرحمن الرافعي الثالث بين إخوة أربعة أشقاء، لمع منهم أمين الرافعي أحد نوابغ الصحفيين في الثلث الأول من القرن العشرين، وتوفي شاباً سنة 1927م بعد حياة مليئة بمواقف الثبات والصمود والوقوف إلى الحق مهما كان الثمن.

## تعليمه
تلقى عبد الرحمن الرافعي تعليمه في المدارس الحكومية، حيث دخل مدرسة الزقازيق الابتدائية سنة 1895م، فمدرسة القربية الابتدائية بالقاهرة، ثم مدرسة رأس التين الابتدائية سنة 1898م عندما انتقل والده إلى الإسكندرية حيث عمل مفتياً للمدينة، وفي هذه المدينة أمضى الرافعي سني الدراسة حتى أنهى المرحلة الثانوية سنة 1904م.
انتقلت الأسرة إلى القاهرة والتحق الرافعي بمدرسة الحقوق، وكانت الحركة الوطنية تشهد نموا واضحا على يد مصطفى كامل، فتأثر بأفكارها، فانضم إلى الحزب الوطني بمجرد إنشائه، وفي سنة 1908م أنهى الرافعي دراسة الحقوق.

## أفكاره
انشغل بعلاقة التاريخ القومي بالوعي القومي من ناحية، وبنشوء وتطور الدولة القومية الحديثة من ناحية أخرى. هو أول من دعا في مصر والعالم العربي إلى (حركة تعاونية) لتطوير الزراعة وتنمية الريف ورفع مستوي الحياة الريفية كشرط للنهوض الاقتصادي والتقدم الاجتماعي وتدعيم أسس الاستقلال السياسي وأول من دعا إلي ربط الريف بحركة التصنيع وبنظام التعليم العام في منظومة متكاملة تستهدف تنمية شاملة لا غني عنها وكذلك حماية الاستقلال الوطني وكان الرافعي قد بدأ نشاطه السياسي عام 1907 حيث انضم إلى الحزب الوطني بزعامة مصطفى كامل.

## عمله بالصحافة والمحاماة
اتجه عقب تخرجه في مدرسة الحقوق إلى العمل بالمحاماة، وتدرب في مكتب محمد علي علوبة بأسيوط فترة قليلة لم تتجاوز شهراً واحداً، لبّى بعدها دعوة محمد فريد للعمل محررا بجريدة اللواء لسان حال الحزب الوطني، حيث بدأت معها حياته الصحفية وصلته الوثيقة بمحمد فريد التي لم تنقطع حتى رحل الزعيم الكبير عن الدنيا في سنة 1919م.
لم يستمر عمله بالصحافة طويلاً فعاد إلى المحاماة، وشارك أحد زملائه في فتح مكتب للمحاماة بالزقازيق سنة 1910م، ثم افتتحا مكتباً آخر بمدينة المنصورة، وظل مقيماً بالمنصورة حتى سنة 1932م حين استقر به المقام بالقاهرة. في أثناء إقامته بالمنصورة شغل أوقات فراغه بالتأليف، فأخرج كتابه الأول المسمى «حقوق الشعب» سنة 1912م وكان هدف الرافعي من تأليفه على حد قوله «التباحث في حقوق الشعب والنظريات الدستورية ونظام الحكومات الصالحة، وكيف تصل الأمم إلى استرداد حقوقها، وكيف تضمن تمتعها بها»، ثم أعقبه سنة 1914م بكتابه الثاني «نقابات التعاون الزراعية» بهدف تنشيط الحركة التعاونية في مصر. ولم يكتف بذلك بل أسس سنة 1919م مع مجموعة من أصدقائه جمعية لنشر جمعيات التعاون الزراعية في قرى الدقهلية مساعدة للفلاح المطحون.
عندما شبت ثورة 1919م شارك فيها الرافعي بجهد كبير تجاوز حدود المنصورة وتعداها إلى القاهرة، ولم يتوقف عند العمل السياسي المناهض للاحتلال بل تخطى ذلك إلى الجهاد بالسلاح. يذكر مصطفى أمين أن الرافعي كان عضوا مهما في الجهاز السري للثورة، وإن لم يذكر ذلك الرافعي في مذكراته، وليس فيما يقوله مصطفى أمين عن الرافعي غرابة في اشتراكه في المجلس الأعلى للاغتيالات؛ لأن الرافعي نادى في أول مقالة له نشرت باللواء بوجوب تكوين الجمعيات السرية والعلنية لحماية الشعور الوطني من العبث والتبدد، ودعا إلى استخدام القوة التي تجبر الاحتلال على مغادرة البلاد.

## عمله السياسي
اشترك الرافعي في أول انتخابات أجريت حسب دستور 1923م، حيث رشح نفسه في انتخابات مجلس النواب عن دائرة مركز المنصورة، وفاز أمام مرشح حزب الوفد، وشكل مع من قدر لهم الفوز من أعضاء الحزب الوطني المعارضة في مجلس النواب، وتولى رئاسة المعارضة بمجلس النواب على هدي مبادئ الحزب الوطني.
غير أن هذا المجلس لم تطل به حياة بعد استقالة سعد زغلول من رئاسة الحكومة، ثم عاد الرافعي إلى المجلس مرة أخرى بعد الانتخابات التي أجريت في سنة 1925م، ولم يكد المجلس الجديد يجتمع في يوم 23 من مارس 1925م حتى حُلّ في اليوم نفسه، وظلت الحياة النيابية معطلة بعد هذا الحل نحو 8 أشهر، حتى اجتمع المجلس النيابي من تلقاء نفسه في 21 من نوفمبر 1925م، واتفقت الأحزاب على توزيع الدوائر الانتخابية فيما بينها، ولم يخصص للرافعي دائرته السابقة، وأصر حزب الوفد على أن تكون دائرة مركز المنصورة من الدوائر التي يسمح فيها بالمنافسة بين الوفد والحزب الوطني، ونتيجة لذلك انسحب الرافعي من الترشح لمجلس النواب.
ظل الرافعي بعيدا عن الحياة النيابية قرابة 14 عاماً، عاد بعدها نائباً في مجلس الشيوخ بالتزكية، وبقي فيه حتى انتهت عضويته به سنة 1951م. خلال هذه الفترة تولى وزارة التموين في حكومة حسين سري الائتلافية سنة 1949م. وقد أثار توليه الوزارة لغطاً شديداً حيث إنه فعل ما كان يدين به غيره، فقد تزعم يوماً الجبهة المعارضة في الحزب الوطني ضد رئيسه حافظ رمضان عندما قبل الاشتراك في الوزارة سنة 1937م، باعتبار أن ذلك لا يتفق مع مبادئ الحزب الوطني التي لا تقبل الوزارة في ظل وجود الاحتلال الذي يمسك بمقدرات الحياة في مصر، غير أن الرافعي برر دخوله الوزارة برغبته في كشف الأساليب الاستغلالية التي كانت تمارسها شركة السكر وأصحاب شركات الغزل والنسيج. وعلى أية حال فلم يمكث في الوزارة سوى أشهر قليلة.
بعد قيام ثورة 1952م أفرط الرافعي في حسن الظن بالنظام الجديد الذي قربه منه وأولاه عنايته فأشركه في إعداد الدستور الذي فكر في إخراجه سنة 1953م، كما تم تعيينه نقيبا للمحامين سنة 1954م بعد قرار الحكومة بحل مجلس نقابة المحامين المصرية التي اجتمعت جمعيتها العمومية في 26 من مارس 1954م، وقررت مطالبة حكومة الثورة بعودة الجيش إلى ثكناته وترك السياسة للسياسيين، ولقي الرافعي انتقاداً شديداً لقبوله منصب النقيب والتصاقه بالسلطة.
لم ينس الرافعي في كل أدواره السياسية التي مر بها أنه صاحب قلم وفكر؛ فملأ أعمدة الصحف بمقالاته التي توضح موقفه من كثير من القضايا المطروحة، وكانت قضية الاحتلال من أهم القضايا التي تعرض لها، وكان يدعو علنا إلى استخدام القوة في مقاومة المحتل.

## بعض مواقفه
كان يبدي تحفظا على فكرة الدعوة لقضية مصر في الخارج، وكانت دعوته ألا تُمنِّي الأمم المهضومة الحقوق نفسها بالآمال الكبيرة إذا هي استنجدت بالعالم المتمدن، وأسمعته صوت احتجاجها ودعته إلى التدخل بينها وبين غاصبها؛ لأن الدول الآن لم تعد تصغي لصوت الضمير ولا لصوت الحق والواجب، ودائما تنظر إلى مصالحها وتسير وراءها في سياستها.
دافع الرافعي عن الدولة العثمانية صاحبة السيادة على مصر، وأيد وجهه نظر حزبه في تعضيد فكرة الجامعة الإسلامية والدعوة لها والالتفاف حولها، ولم يقف عند تأييد الدولة العثمانية بالقول بل تبعه بالعمل، فعندما نشبت الحرب الطرابلسية بين الدولة العثمانية وإيطاليا سنة 1911م، وانتهت بوقوع ليبيا في قبضة الاحتلال الإيطالي، قام الرافعي مع رجال حزبه بجمع التبرعات لتدعيم قوة الدولة العثمانية والدعوة على صفحات الجرائد للتطوع إلى جانب إخوانهم في طرابلس، وعندما سقطت الخلافة العثمانية عل يد أتاتورك كان الرافعي واحدا ممن اشترك في اللجان التي قامت لإحياء الخلافة الإسلامية.
اشترك الرافعي في ثورة 1919 وعدها أعظم الحوادث شأنا في تاريخ مصر الحديث وأبعدها أثرا في حياة البلاد السياسية والاقتصادية والاجتماعية، وهاجم أسلوب المفاوضات مع المحتل الإنجليزي، وأنه لا استقلال مع وجود قوات أجنبية على أرض مصر، ونادى بالمقاومة وعارض معاهدة 1936 التي أبرمتها الحكومة المصرية مع إنجلترا، وقال بأنها تسجل الحماية البريطانية على مصر وتقرر الاحتلال وتجعله مشروعا، فضلا عن أنها تضع على عاتق مصر من التكاليف والأعباء المالية لتحقيق أغراض إنجلترا الحربية ما تنوء به مواردها، ورفض أن تدخل مصر الحرب العالمية الثانية وأن تحتفظ بجيشها وقواها المالية والمعنوية للدفاع عن استقلالها وكيانها ومصالحها القومية.
يذكر للرافعي أنه كان أحد الموقعين على المذكرة التي قدمتها المعارضة إلى الملك فاروق وأدانت مسلك بعض رجال الحاشية الملكية الذين كان يحقق معهم في مسألة الأسلحة الفاسدة، وأوضحت أن الحكم أصبح لا يحترم الدستور، وأن النظام النيابي أضحى حبرا على ورق، وأن سمعة الحكم المصري في الخارج أصبحت مضغة في الأفواه، وأنه يجب تصحيح الأوضاع الدستورية وأن تعاد الأمور إلى نصابها.
شغلت قضية وحدة وادي النيل فكر الرافعي، وكان يرى أن السودان جزء من مصر وأنها بالنسبة لها مثل الإسكندرية أو قنا لا يمكن فصل أي منها عن مصر، وأن قضية السودان أجدر من مسألة فلسطين بجهودنا، وأن مصر شغلت عن قضية السودان الحيوية بقضية فلسطين وهو ما استغلته السياسة الاستعمارية لتنفيذ برامجها الانفصالية عن السودان. على غير ما ظل الرافعي ينادي به.. جاءت حكومة الثورة فوقعت مع إنجلترا اتفاقية تقرير مصير السودان في سنة 1953م.
على الرغم من النشاط المتعدد الذي بذله الرافعى في الحركة الوطنية فإنه لم ينل شهرته إلا بسبب كتاباته التاريخية التي لقيت إقبالا على الاطلاع عليها، وأسهمت في تشكيل العقلية التاريخية لأجيال من الشباب والقراء، وكان لسمعة الرجل النظيفة وطهارة يده وإخلاصه السياسي أثر كبير في ذيوع مؤلفاته وانتشارها بين قطاعات عريضة من الشباب.

## سلسلته التاريخية
بدأ الرافعي تأليف سلسلة كتبه التاريخية بعد أن انسحب من الترشيح لعضوية البرلمان، ونشأ عن ذلك فسحة كبيرة من الوقت استثمرها في كتابة التاريخ.
لم تسلم كتب الرافعى التاريخية من النقد والاتهام بعدم الالتزام بالمنهج التاريخي الصارم، وانحيازه للحزب الوطني الذي ينتمي له، وتأريخه للأحداث من خلال هذه النظرية الحزبية، وتعاطفه الشديد مع مصطفى كامل، وإسباغه عليه كل مظاهر النبوغ والعبقرية والبراءة من كل سوء، وكذلك فعل مع محمد فريد، وإدانته الشديدة لأحمد عرابي ورفاقه، واتهامه للثورة العرابية بأنها سبب كل بلاء، وأنها كانت وراء الاحتلال البريطاني، وهجومه على حزب الوفد وإنكاره عليه إجراء مفاوضات مع بريطانيا؛ لأن أحد مبادئ الحزب الوطني الراسخة كانت لا مفاوضة إلا بعد الجلاء.
على الرغم من ذلك فإنه لم تحظ كتب تتناول تاريخ مصر الحديث بالذيوع والانتشار مثلما حظيت كتب الرافعى، في الوقت الذي لم تكن فيه الساحة خالية للرافعي وحده بل كانت زاخرة بأساتذته التاريخ العظام من أمثال محمد شفيق غربال، ومحمد صبري السربوني، ومحمد فؤاد شكري، وأحمد عزت عبد الكريم، ولم يكن صاحب سلطان حتى يفرض كتبه على الساحة الثقافية في مصر.
قدمت مؤلفاته المعرفة التاريخية لأجيال من المصريين، وبقيت مرجعا مهما لكل من يرغب في معرفة تاريخ مصر في العصر الحديث على الرغم مما وجه إليها من انتقادات. نال الرافعي تقدير حكومة ثورة يوليو واحترامها، واعتبر اللواء محمد نجيب قائد الثورة كتب الرافعي الأساس للحركة التي قام بها الجيش وأنها ذخيرة وطنية للأمة، وقد منحته الدولة سنة 1961م جائزة الدولة التقديرية في العلوم الاجتماعية.
اتفق المؤرخون علي أنه جمع كل ما كان يمكن توفيره من مادة معرفية أتيحت له في زمنه وفي ظروفه، الأمر الذي جعل عمله أساسا قويا لعلم التاريخ المنهجي في مصر والعالم العربي، ومن ناحية أخرى فإن أصحاب (فلسفة التاريخ) يرونه مؤرخا أخلاقيا أحيانا ومؤرخا وطنيا في أحيان أخرى. توضح هذه الأعمال فهمه للتاريخ وكتاباته باعتباره وسيلة تربوية وطنية رئيسية لتنمية مشاعر الوحدة والانتماء الوطني من ناحية وكفالة التماسك الاجتماعي من ناحية أخرى.
في أواخر عمره دهمه المرض، وظل يعاني منه نحو عامين حتى لقي ربه في 3 من ديسمبر 1966م.

## مؤلفاته
- حقوق الشعب (1912)
- نقابات التعاون الزراعية (1914)
- الجمعيات الوطنية (1922)
- تاريخ الحركة الوطنية وتطور نظام الحكم في مصر (1929) جزءان
- عصر محمد علي (1930)
- عصر إسماعيل (1932) جزءان
- الثورة العرابية والاحتلال الإنجليزي (1937)
- مصطفى كامل باعث الحركة الوطنية (1939)
- محمد فريد رمز الإخلاص والتضحية (1939)
- مصر والسودان في أوائل عهد الاحتلال (1942)
- ثورة سنة 1919 (1946) جزءان
- في أعقاب الثورة المصرية (1947-1951) ثلاثة أجزاء
- مقدمات ثورة 23 يوليو 1952م (1957)
- ثورة 23 يوليو 1952 (1957)
- مذكراتي
- الزعيم الثائر أحمد عرابي
- شعراء الوطنية
- أربعة عشر عاماً في البرلمان